# ذي مكدف (العدين)

تعديل مصدري - تعديل

ذي مكدف محلة تابعة لقرية الرئاس، التابعة لعزلة السارة بمديرية العدين إحدى مديريات محافظة إب في الجمهورية اليمنية، بلغ تعداد سكانها 43 حسب تعداد اليمن لعام 2004.